# ژان و کلن
ژان و کلن نام یک کتاب ادبی است که توسط اچ. جی. ولز، نویسندهٔ اهل بریتانیا نوشته شده‌است. این کتاب یکی از آثار مشهور ادبی جهان است.